# Milo (Missouri)
Milo – wieś w hrabstwie Vernon, w stanie Missouri, w Stanach Zjednoczonych. Według danych z 2010 roku Milo zamieszkiwało 90 osób.